# Los Mistoles
Los Mistoles es una localidad situada en el departamento Totoral, provincia de Córdoba, Argentina.
Se encuentra situada sobre un camino de tierra que se desprende desde la RN 9, a 113 km de la Ciudad de Córdoba.
La localidad también es atravesada por el Ramal A clausurado del ferrocarril General Belgrano que le dio origen al pueblo y que hoy se encuentra clausurado, lo que causó una decadencia social y económica en la comuna que hasta hoy continúa.
La principal actividad económica es la agricultura seguida por la ganadería.
Entre los principales cultivos de la zona se encuentran la soja, el maíz, el trigo y la avena.

## Población
Cuenta con 175 habitantes (Indec, 2010), lo que representa un incremento del 16% frente a los 151 habitantes (Indec, 2001) del censo anterior.
| Gráfica de evolución demográfica de Los Mistoles entre 1991 y 2010 |
|                                                                    |
| Fuente: Censos nacionales del INDEC                                |